# СЕС Ясенівка
Ясенівка — фотоелектрична сонячна електростанція поблизу села Ясенівка у Хмельницькій області, збудована групою чеських компаній Ekotechnik Czech.
Площа земельної ділянки, на якій побудована сонячна електростанція, становить 2,5 га. Загальна сума вкладених інвестицій — 26 млн грн. Нове підприємство поповнить бюджет сільської громади на 56 тисяч гривень. Для десятка селян з'явиться можливість працевлаштування.
35 % комплектуючих електростанції (елементи кріплення та збір склопакетів сонячних конвекторів) виготовлено на промислових підприємствах області.
Представник компанії-виробника зазначив, що річне виробництво енергії становитиме 2,3 млн кВт·год. До 2016 року потужність сонячної електростанції буде доведено до 5 МВт.
Термін експлуатації електростанції становить 35 років.